# Charnier soviétique de Piatykhatky
 (août 2012).
Si vous disposez d'ouvrages ou d'articles de référence ou si vous connaissez des sites web de qualité traitant du thème abordé ici, merci de compléter l'article en donnant les références utiles à sa vérifiabilité et en les liant à la section « Notes et références ».

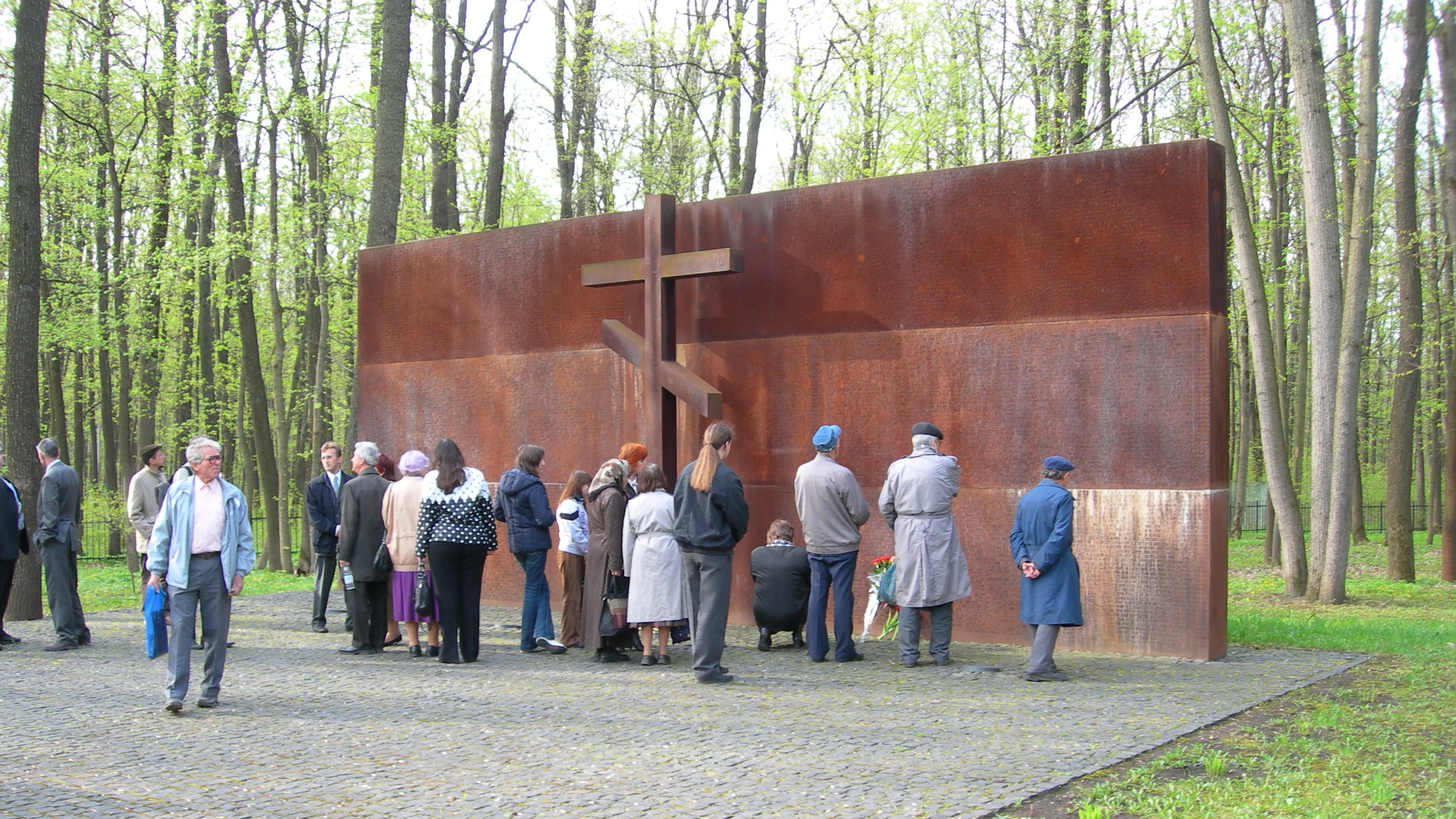
Monument dédié aux intellectuels ukrainiens exécutés par le NKVD en 1937-38.

Piatykhatky (ukrainien : П'ятихатки) est un village des environs de Kharkiv, en Ukraine, où fut retrouvé un des charniers soviétiques où furent enterrés les corps de diverses victimes des Grandes Purges de 1938-1939 et ceux de  plusieurs milliers d'officiers polonais assassinés dans le cadre du massacre de Katyn. Plusieurs autres charniers soviétiques contiennent les dépouilles d'officiers polonais assassinés sur ordre de Staline peu après l'invasion de la Pologne conjointe avec les armées hitlériennes, dans le cadre du Pacte germano-soviétique du 23 août 1939. Le principal charnier est celui de Bykivnia, à Kiev, mais on en compte plusieurs autres, notamment près de Tver, anciennement Kalinine, dans le village de Mednoye.

## Les fosses
Les fosses furent retrouvées dans une forêt située à 12 km au nord du centre de Kharkiv ; l'extension de la ville fait que désormais elles se trouvent dans la banlieue. À la fin des années 1930, cette zone était peu peuplée. Le site était seulement entouré d'une palissade de bois et fut abandonné après la Seconde Guerre mondiale. On éleva diverses constructions dans le voisinage à la fin des années 1950 et au début des années 1960. Un département de l'Institut de physique et de technologie de la ville (Харківский фізико-технічний інститут) et un quartier de logements se trouvaient désormais à moins d'un kilomètre du charnier.
Ce sont des enfants qui en jouant découvrirent le site et mirent au jour des restes de squelettes humains, des boutons d'uniforme et des insignes polonais; ainsi que des traces de l'armée soviétique.
La population locale savait que les corps d'officiers polonais avaient été enterrés là. Les autorités nièrent les rumeurs. Une zone de loisirs pour le personnel du KGB et leur famille fut même aménagée sur le charnier.
Il fallut attendre le début des années 1990, après l'indépendance de l'Ukraine, pour que le site soit reconnu officiellement comme la tombe ultime d'officiers polonais massacrés sur ordre de Staline après le partage de la Pologne entre l'Union soviétique et l'Allemagne nazie. Des fouilles furent menées à partir du 25 juillet 1991. Elles durèrent près de cinq ans. Au total on dénombra 4 302 corps d'officiers polonais, dont 3 820 purent être identifiés.

## Le Mémorial
Le site fut aménagé en Mémorial en juillet 2000 (50° 04′ 50″ N, 36° 15′ 45″ E) en hommage aux intellectuels ukrainiens massacrés par le NKVD en 1937-1938, et aux milliers d'officiers polonais assassinés en 1940. Le financement du mémorial fut assuré par le gouvernement polonais et il fut construit par les Ukrainiens. Une cloche sonne toutes les heures. Les plaques de tous les officiers polonais assassinés sur le site y sont exposées, rangées par rangées, avec le nom, le grade et le lieu de naissance.
Les noms des intellectuels ukrainiens assassinés sont gravés dans un mur en acier, dont la rouille donne le sentiment que le monument saigne indéfiniment. Il s'agit principalement d'écrivains, de musiciens, de professeurs, d'auteurs de pièces de théâtre.
En complément de l'érection du Mémorial une plaque commémorative fut posée à l'angle des rues Radnarkomivska et Tchernychevskoho à Kharkiv, là où se trouvaient les installations du NKVD, où il fut procédé aux différentes tueries.

## Source
- (en) Cet article est partiellement ou en totalité issu de l’article de Wikipédia en anglais intitulé « Piatykhatky, Kharkiv Oblast » (voir la liste des auteurs).